# آناترا دی
آناترا دی (به انگلیسی: Anatra_D) یک هواگرد ملخ‌پیشین تک‌موتوره از نوع هواگرد شناسایی ساخت شرکت Anatra است. هواگرد آناترا دی نخستین پروازش را در ۱۹ دسامبر ۱۹۱۵ میلادی انجام داد. در مجموع، تعداد ۱۷۰ فروند از این هواگرد ساخته شده‌است.
طراح این هواگرد، Elysée Alfred Descamps بود.